# Oberzerf
Oberzerf ist ein Ortsteil der Ortsgemeinde Zerf im Landkreis Trier-Saarburg in Rheinland-Pfalz.
Der Ort liegt an der Kreisstraße 141 und am Großbach, einem Zufluss der Ruwer. Am östlichen Ortsrand verläuft die B 268 und unweit nördlich die B 407.

## Sehenswürdigkeiten
In der Liste der Kulturdenkmäler in Zerf sind für Oberzerf vier Einzeldenkmäler aufgeführt:
- Katholische Filialkirche St. Wendelinus, ein Saalbau von 1952/55, mit Spolien der Vorgängerbauten
- Quereinhaus, bezeichnet 1848, mit Erweiterungen von 1867 und 1933 (Hauptstraße 45)
- Quereinhaus, bezeichnet 1763, eine Aufstockung erfolgte im 19. Jahrhundert (Saarburger Straße 14)
- Markusbildchen in der Flurkapelle, bezeichnet 1839 (südlich des Ortes im Zerfer Forstwald)

## Persönlichkeiten
- Hans-Walter Schmitt (* 1952), Unternehmer, Manager und Schachorganisator